# III. osnovna šola Celje
III. osnovna šola Celje je osnovna šola v središču Celja na Vodnikovi 4, na vogalu Vodnikove in Kocbekove ulice. Leta 2005 je proslavljala 100-letnico šolstva v stavbi, v kateri domuje III. OŠ. V tej zgradbi je nekaj časa delovala tudi II. gimnazija v Celju. Šola se je od leta 1966 do osamosvojtve Slovenije leta 1991 imenovala Osnovna šola I. celjske čete. Med letoma 1950 in 1966 se je imenovala enako kot sedaj.
Celjski mestni občinski svet je leta 1903 sklenil, da bo mesto gradilo drugo šolsko poslopje v Ulici na jarku (današnja Vodnikova ulica). Zgradbo so dokončali v dveh letih in slavnostna otvoritev je bila 17. septembra 1905. Leta 1946 je postala moška in ženska nižja gimnazija, leta 1950 pa višja gimnazija z osmimi razredi.
Trenutni ravnatelj šole je Aleksander Verhovšek, pomočnica pa Alena Munda.